# Dasychira apoblepta
Dasychira apoblepta är en fjärilsart som beskrevs av Collenette 1955. Dasychira apoblepta ingår i släktet Dasychira och familjen tofsspinnare. Inga underarter finns listade i Catalogue of Life.